# Revista de Ciencias Históricas
La Revista de Ciencias Históricas fue una revista de historia editada en la ciudad española de Barcelona entre 1880 y 1887.

## Historia
Publicada de forma discontinua en Barcelona entre 1880 y 1887, fue dirigida por Salvador Sanpere y Miquel.
Entre sus colaboradores, aparte del propio Sanpere, se encontraron autores como Antonio de Bofarull, Joan Seguí, José Coroleu e Inglada, Pere Alsius i Torrent, Joaquim Botet i Sisó, Francesc Martorell i Peña, Gaspar Sentiñón, Fidel Fita, Celestino Pujol y Camps, Eduard Tàmaro i Fabricias, Antonio Elías de Molins, Álvaro Campaner y Fuertes, Manuel de Chia i Bajandas o Manuel Sales y Ferré, entre otros.